# Переработка машинного масла

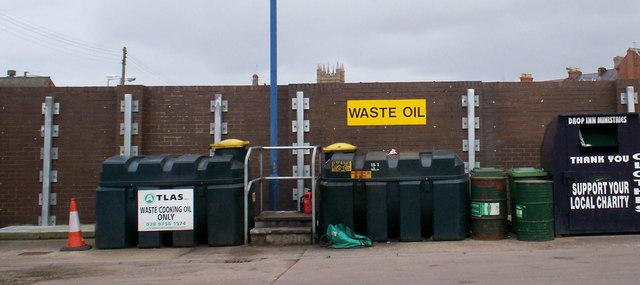
Ёмкости для сбора отработанного масла в Портадауне, Северная Ирландия

Переработка моторного масла включает в себя переработку отработанного масла и создание новых продуктов из переработанных масел, включая переработку моторных масел и рабочих жидкостей. Переработка масла также приносит пользу окружающей среде: расширение возможностей потребителей по переработке масла снижает вероятность сброса отработанного масла на землю и в водные пути. Например, один галлон моторного масла вылитый в реку может загрязнить один миллион галлонов воды.

## Моторное масло

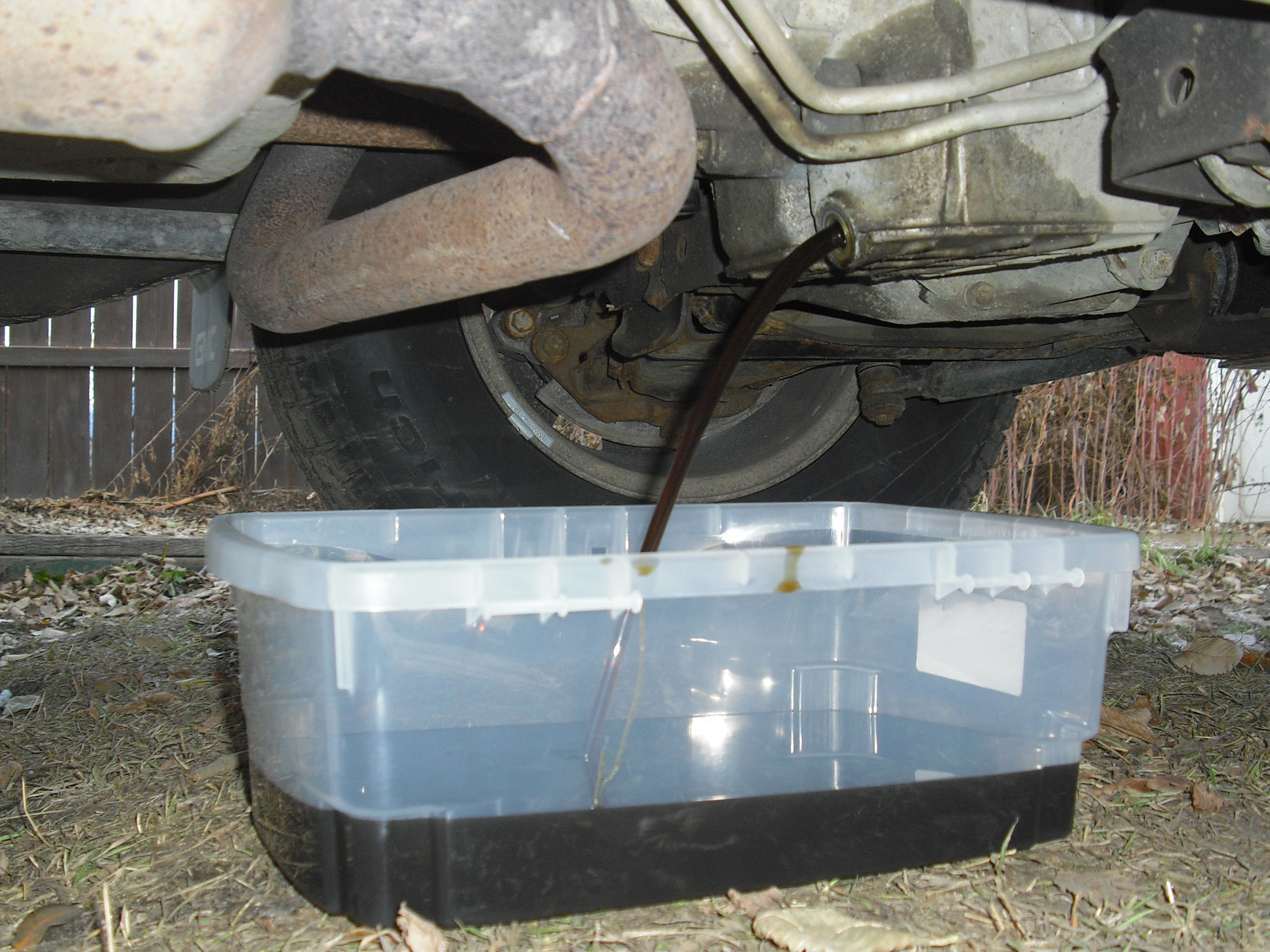
Слив отработанного масла из автомобиля

Переработанное моторное масло может быть использовано как сгораемое топливо в заводских котлах, печах, обогревателях и в промышленных системах отопления. Чтобы избежать газообразного загрязнения необходимо сжигать отработанное моторное масло в качестве топлива при высоких температурах. Кроме того, отработанное моторное масло можно дистиллировать в дизельное топливо или флотский мазут в процессе, похожем на переработку нефти, но без гидрообессеривания. Смазочные свойства моторного масла сохраняются даже в отработанном масле, благодаря чему его можно перерабатывать.

### Переработка отработанного моторного масла
Повторная очистка отработанного масла — это процесс восстановления отработанного масла до состояния нового масла путём удаления химических примесей, тяжёлых металлов и грязи. Отработанное индустриальное и автомобильное масло перерабатывается на перерабатывающих заводах. Отработанное масло сначала тестируется на пригодность к повторной переработке, после чего его обезвоживают, а водный дистиллят обрабатывается перед выбросом в окружающую среду. Осушка также удаляет остаточное лёгкое топливо, которое можно использовать для питания НПЗ, и дополнительно улавливает этиленгликоль для повторного использования в переработанном антифризе.
Далее, при помощи вакуум-дистилляции от отработанного масла отделяют техническое топливо, удаляют смазочную фракцию (то есть фракцию, пригодную для повторного использования в качестве смазочного масла), оставляя тяжёлое масло, содержащее присадки к отработанному маслу и другие побочные продукты, такие как наполнитель битума. Затем, для удаления остаточных полимеров и других химических соединений и насыщения углеродных цепей водородом для большей стабильности, смазочная фракция подвергается гидроочистке или гидрированию.
Окончательное разделение масла, или фракционирование, разделяет масло на три различных класса масел: смазочные материалы с низкой вязкостью, подходящие для общего применения, смазочные материалы с низкой вязкостью для автомобильного и промышленного применения и смазочные материалы с высокой вязкостью для тяжелых условий эксплуатации. Масло, полученное на этом этапе, называется рерафинированным базовым маслом (RRBL).
Последним этапом является смешивание присадок с этими тремя сортами нефтепродуктов для получения конечных продуктов с нужными моющими и антифрикционными свойствами. Затем каждый продукт снова проверяется на качество и чистоту перед выпуском в продажу.

### REOB
Шлам («остаток»), связанный с рециркуляцией моторного масла, который собирается на дне колонн вакуумной дистилляции повторной очистки, известен под разными названиями, включая «остатки повторно очищенного моторного масла» (аббревиатура «REOB» или «REOBs»).
В отчёте из Federal Highway Administration (FHWA) говорится:

Масло в двигателе автомобиля… содержит различные присадки для повышения производительности автомобиля. К ним относятся полимеры, модификаторы вязкости, термостабилизаторы, дополнительные смазочные материалы и присадки к износу. REOB содержит все присадки, которые были в отработанном масле, а также металлы износа двигателя (в основном железо и медь). Эти добавки включают в себя дитиофосфат цинка, которые содержит цинк, серу, и фосфор; фенат кальция, которые содержит кальций; и сульфид молибдена, который содержит молибден и серу.
Оригинальный текст (англ.)The oil in a car engine... contains a variety of additives to enhance the vehicle’s performance. These include polymers, viscosity modifiers, heat stabilizers, additional lubricants, and wear additives. The REOB contains all the additives that were in the waste oil as well as the wear metals from the engine (mainly iron and copper). These additives include zinc dialkyldithiophosphate, which contains zinc, sulfur, and phosphorus; calcium phenate, which contains calcium; and molybdenum disulfide, which contains molybdenum and sulfur.
— Arnold, Terence S.
Некоторые производители асфальта для дорог, открыто или тайно, включили REOB в свой асфальт, что вызвало некоторые споры и беспокойство в сообществе транспортного инжиниринга, потому что некоторые эксперты, предполагали, что это снижает долговечность поверхности дорог.